# Мавролефки
Мавролефки (грч. Μαυρολεύκη) је насељено место у општини Просечен у периферији Источна Македонија и Тракија, Грчка. Према попису из 2021. године било је 355 становника.
Према бугарском географу и историчару, Василу Канчову, у Мавролефкију је 1900. године живело 550 Турака. Током Првог светског рата село је настрадало и већи део мештана је избегао, тако је после рата остао 141 житељ. Године 1924. преостало турско становништво је принудно исељено у Турску а на њихово место су насељене 82 грчке избегличке породице, као и породице из околних села. На попису из 1928. године Мавролефки је имао 426 становника. Село се раније звало Каракавак.